# Balizac
Balizac (okzitanisch Balisac) ist eine französische Gemeinde mit 520 Einwohnern (Stand: 1. Januar 2022) im Département Gironde in der Region Nouvelle-Aquitaine (vor 2016 Aquitaine). Sie gehört zum Arrondissement Langon und zum Kanton Les Landes des Graves. Die Einwohner werden Balizacais genannt.

## Geographie
Balizac liegt im Regionalen Naturpark Landes de Gascogne, etwa 53 Kilometer südsüdöstlich von Bordeaux und 18 Kilometer westsüdwestlich von Langon am Flüsschen Nère, das im östlichen Gemeindegebiet in die Hure einmündet. An der nördlichen Gemeindegrenze verläuft der Tursan, ein Nebenfluss des Ciron. Umgeben wird Balizac von den Nachbargemeinden Landiras im Norden, Budos im Norden und Nordosten, Léogeats im Nordosten, Noaillan im Osten, Villandraut im Südosten, Saint-Léger-de-Balson im Süden, Saint-Symphorien im Südwesten sowie Origne im Westen.

## Bevölkerungsentwicklung
| Jahr                       | 1962 | 1968 | 1975 | 1982 | 1990 | 1999 | 2006 | 2013 | 2020 |
| Einwohner                  | 282  | 252  | 234  | 266  | 272  | 321  | 376  | 481  | 505  |
| Quellen: Cassini und INSEE |      |      |      |      |      |      |      |      |      |

## Sehenswürdigkeiten

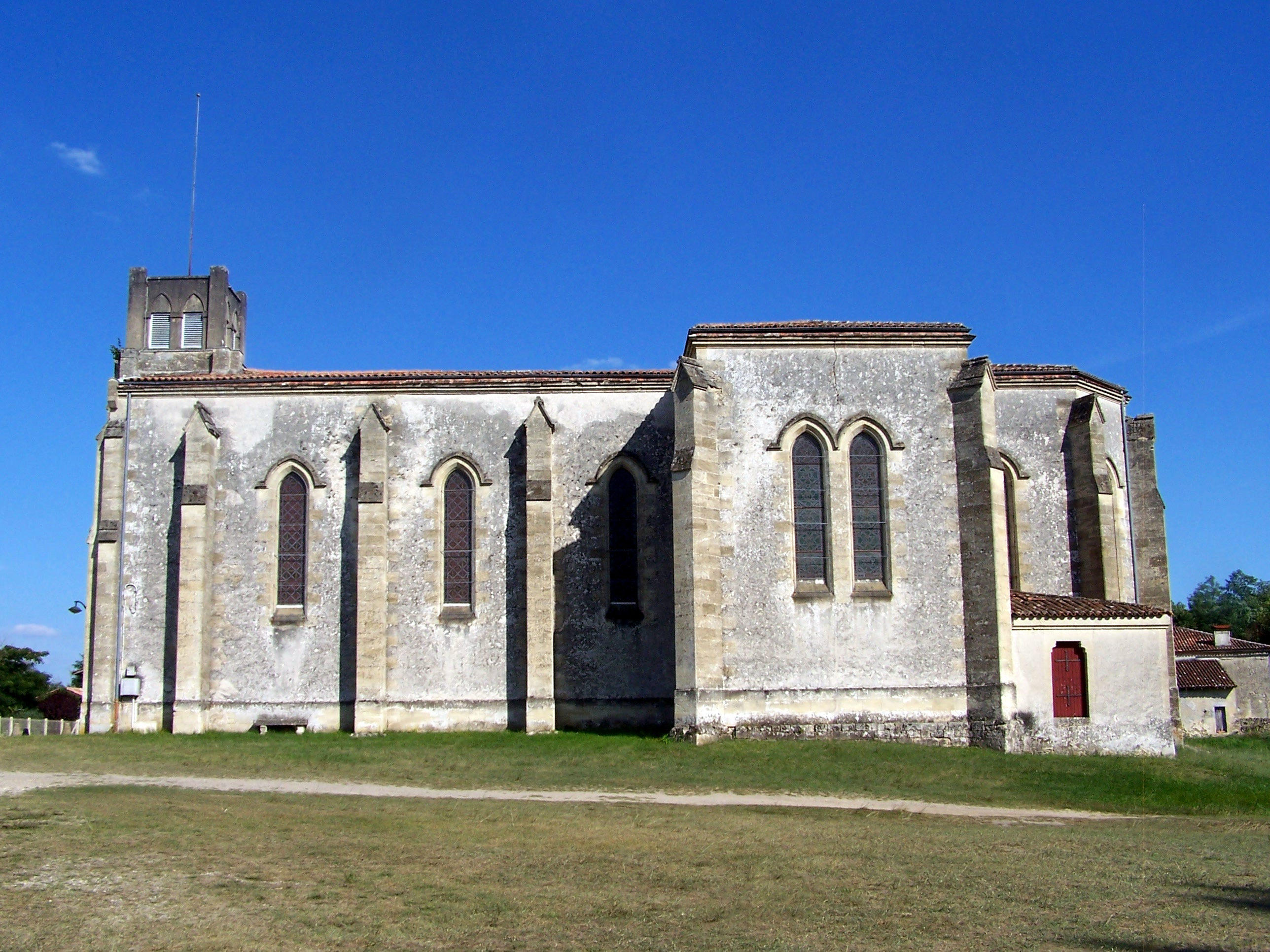
Kirche Saint-Martin

- Romanische Kirche Saint-Martin
- Wasserturm